# Oxyopidae
Oxyopidae (Thorell, 1870) è una famiglia di ragni appartenente all'infraordine Araneomorphae.

## Etimologia
Il nome deriva probabilmente dal greco ὁξύς, oxys, cioè acuto, aguzzo, a punta, e ὄψις, òpsis, cioè vista, apparenza, per la sviluppata capacità visiva, ed il suffisso -idae, che designa l'appartenenza ad una famiglia.

## Caratteristiche
Detti anche ragni-lince, sono predatori di altri ragni che scovano e attaccano fra le foglie e gli arbusti. Hanno otto occhi sei dei quali sono sistemati a mo' di esagono regolare, il che consente di identificarli con sicurezza. Hanno anche zampe spinose.

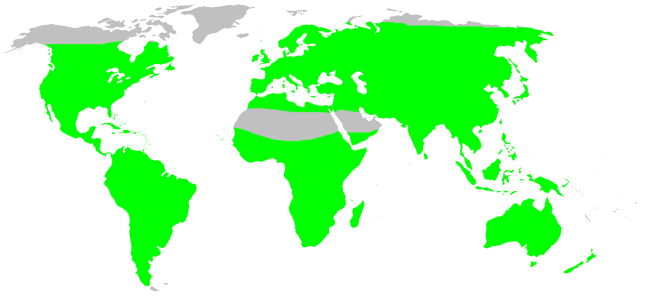
Oxyopidae, distribuzione

## Comportamento
Sono corridori molto agili e dalla vista acuta, ciò che consente loro di attaccare all'improvviso o d'agguato. Svariate specie, fra cui principalmente Oxiopes salticus, sono abbastanza abbondanti da essere annoverate fra gli agenti di controllo biologici in agricoltura nella lotta contro i parassiti.

## Distribuzione
Ragni cosmopoliti, ad eccezione della fascia desertica del Sahara e del deserto arabico.

## Tassonomia
Attualmente, a novembre 2020, si compone di 9 generi e 438 specie:
- Hamadruas Deeleman-Reinhold, 2009 - Asia sudorientale, India, Cina
- Hamataliwa Keyserling, 1887 - America centrale e meridionale, Asia sudorientale, Cina, Australia, Africa meridionale e orientale
- Hostus Simon, 1898 - Madagascar
- Oxyopes Latreille, 1804 - pressoché cosmopolita
- Peucetia Thorell, 1869 - India, Cina, Africa, America meridionale
- Pseudohostus Rainbow, 1915 - Australia meridionale
- Schaenicoscelis Simon, 1898 - Brasile, Guyana
- Tapinillus Simon, 1898 - Brasile, Panama, Perù, Guyana
- Tapponia Simon, 1885 - Asia sudorientale

### Generi inglobati
- Megullia Thorell, 1897[2] - Vietnam